# Chiesa di San Nicolò (Calice Ligure)
La chiesa di San Nicolò è un luogo di culto cattolico situato nel comune di Calice Ligure, in via Vecchia, in provincia di Savona. La chiesa è sede della parrocchia omonima del vicariato di Finale Ligure-Noli della diocesi di Savona-Noli.
Attiguo alla parrocchiale si trova l'oratorio di San Carlo.

## Storia e descrizione

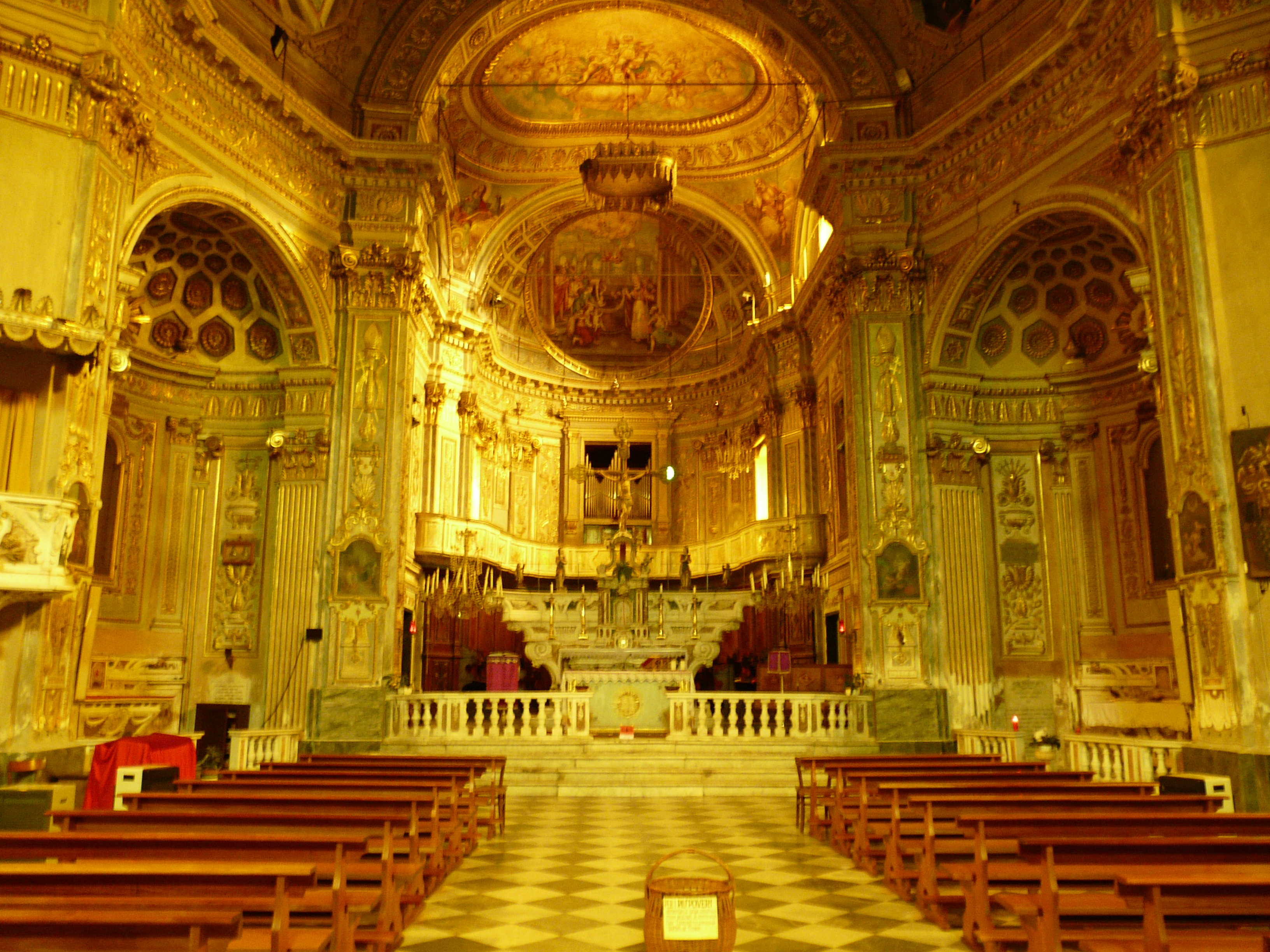
La navata

La prima citazione ufficiale dell'edificio religioso è risalente ad un documento del 1356.
Edificata tra il 1773 e il 1785, sui resti di una già preesistente fabbrica del Duecento (le colonne sono databili invece ad un probabile ampliamento nel XV secolo), presenta una pregiata facciata in stile rococò a due ordini e decorata con stucchi.
Le particolarità della facciata si sposano perfettamente con lo stile architettonico dell'attiguo oratorio di San Carlo, antecedente di circa un ventennio.
Al suo interno, oltre ai pregiati marmi e stucchi, sono conservate opere dello scultore Anton Maria Maragliano e dipinti del Settecento. Gli stucchi e le decorazioni delle pareti sono incompiuti e ricoprono solo quattro cappelle laterali e il presbiterio.
Il santo patrono di Calice Ligure è san Nicolò, anche noto come san Nicola di Bari, san Nicola di Myra o san Nicolao. Nel comune, per una precisa ragione storica, sono festeggiate due diverse feste patronali: la festa solenne, a valenza religiosa, e la festa liturgica, a valenza civile e religiosa.
La chiesa parrocchiale di San Nicolò a Calice Ligure conserva oggi due statue del santo patrono. La statua dei poveri, più antica e piccola, e la statua dei ricchi, più recente e grande. Fino al 1872 nella chiesa si trovava la sola statua dei poveri ed il patrono era festeggiato il giorno 6 dicembre (giorno di san Nicola) con una cerimonia solenne: la messa era celebrata da parte di tutti i sacerdoti del comune ed i partecipanti che si fossero confessati e comunicati acquisivano l’indulgenza plenaria.
Nel 1872, grazie alle offerte pervenute dai compaesani emigrati in America, i Calicesi riuscirono a far realizzare una nuova statua di San Nicolò, da poter portare in processione per le vie del paese. Già nel 1871 la popolazione constatò che il 6 dicembre era un giorno poco adatto per la festa patronale, a causa del clima autunnale e delle scarse ore di luce. Don Bonagiunta Conio, facendosi interprete dei desideri del popolo, in data 20 gennaio 1872 indirizzò una supplica alla Santa Sede tramite il Vescovo di Savona, chiedendo la trasposizione della festività religiosa dal giorno 6 dicembre alla prima domenica di maggio, periodo ritenuto come più conveniente e più adatto. La richiesta ottenne esito positivo e fu approvata dalla Sacra Congregazione dei Riti con decreto del 22 febbraio 1872. La prima domenica di maggio dell’anno 1873 si svolse l’inaugurazione della statua dei ricchi.
Dall’anno 1873, a Calice Ligure, san Nicolò viene pertanto festeggiato due volte all’anno. La prima domenica di maggio si svolge la festa solenne, a sola valenza religiosa, con cerimonia solenne e processione. Il 6 dicembre si svolge la festa liturgica, a valenza religiosa e civile, con una funzione liturgica semplice, senza manifestazioni esteriori e la chiusura di scuole e pubblici uffici.

## Organo
Il pregevole organo della chiesa fu costruito da Nicomede Agati e fratelli di Pistoia nel 1870 (opera 538). Ha una tastiera di 56 tasti divisa in bassi e soprani e una pedaliera costituita da 22 pedali. I registri sono così suddivisi:
- Principale bassi e soprani
- Ottava bassi e soprani
- Decimaquinta
- Decimanona
- Vigesimaseconda
- Vigesimasesta
- Vigesimanona
- Cornetto soprani
- Ottavino soprani
- Basso armonico
- Controbassi
- Campanelli
- Tromba bassi e soprani
- Corno inglese soprani
- Cornetto 12
- Voce angelica
- Corno dolce soprani
- Flauto in ottava bassi e soprani
- Tromba a pedali
- Flauto in selva bassi e soprani
- Viola bassi